# Dreiecksmanöver
Das Dreiecksmanöver (auch Triangulation genannt) ist ein häufig vorkommendes taktisches Motiv in Schachendspielen.
Insbesondere in Bauernendspielen gibt es Stellungen, in denen es günstig ist, ein Tempo zu verlieren. Das bedeutet, der am Zug befindliche Spieler führt wieder die gleiche Stellung herbei, jedoch so, dass der Gegner am Zug ist. Das ist dann sinnvoll, wenn der Gegner dadurch in Zugzwang gerät und deshalb beispielsweise die in einem Bauernendspiel oft wichtige Opposition der Könige aufgeben muss.
Beim Dreiecksmanöver führt typischerweise der König der stärkeren Partei drei Züge aus, um wieder auf sein Ausgangsfeld zurückzukehren – sein Weg beschreibt also ein Dreieck. Währenddessen erreicht der gegnerische König aufgrund bestimmter Umstände der Stellung das Ausgangsfeld bereits nach zwei Zügen, womit seine Partei dann am Zug ist.
Ebenfalls möglich, doch selten, sind Dreiecksmanöver der Dame, des Turms und des Läufers. In diesen Fällen braucht der Figurenweg während des Manövers nicht unbedingt ein Dreieck zu sein. Springer und Bauern hingegen sind zu keinem Dreiecksmanöver in der Lage, weil diese Steine nicht innerhalb von drei Zügen auf ihr Ausgangsfeld zurückkehren können.

## Beispiel
|   | a | b | c | d | e | f | g | h |   |
| 8 |   |   |   |   |   |   |   |   | 8 |
| 7 |   |   |   |   |   |   |   |   | 7 |
| 6 |   |   |   |   |   |   |   |   | 6 |
| 5 |   |   |   |   |   |   |   |   | 5 |
| 4 |   |   |   |   |   |   |   |   | 4 |
| 3 |   |   |   |   |   |   |   |   | 3 |
| 2 |   |   |   |   |   |   |   |   | 2 |
| 1 |   |   |   |   |   |   |   |   | 1 |
|   | a | b | c | d | e | f | g | h |   |

In dieser Stellung hat Schwarz die Opposition und verhindert so ein weiteres Vorrücken des weißen Königs. Wollte Weiß durch 1. c6+? sofort gewinnen, könnte Schwarz durch 1. … Kc8! remis halten. Weiß kann jedoch ein Dreiecksmanöver auf den Feldern d5, e5 und d4 ausführen, um die Zugpflicht auf Schwarz abzuwälzen:

1. Ke5 Kc6 (nach 1. … Ke7 gewinnt 2. c6)
2. Kd4 Kd7
3. Kd5 Nun ist die Ausgangsstellung wieder erreicht, aber diesmal mit Schwarz am Zug.
3. … Kd8
4. Kd6 Kc8
5. Ke7 Kb8
6. Kd7 Ka8
7. c6 bxc6
8. Kc7 c5
9. b7+ und Matt in zwei Zügen